# Okrajnik
Okrajnik – wieś w Polsce położona w województwie śląskim, w powiecie żywieckim, w gminie Łękawica.
| SIMC    | Nazwa          | Rodzaj    |
| ------- | -------------- | --------- |
| 0059401 | Krowi Dział    | część wsi |
| 0059418 | Okrajnik Dolny | część wsi |
| 0059424 | Palarzówka     | część wsi |
| 0059447 | Podbrzeziny    | część wsi |
| 0059430 | Pod Górą       | część wsi |
| 0059453 | Skała          | część wsi |
| 0059460 | Stodołczyska   | część wsi |
| 0059476 | Zadki          | część wsi |

W latach 1975–1998 miejscowość administracyjnie należała do województwa bielskiego.

## Położenie
Miejscowość znajduje się na południowych stokach Pasma Łysiny w Beskidzie Małym. Pola i zabudowania Okrajnika zajmują dno dolinki potoku spływającego spomiędzy szczytów Przykrzycy i Gugów Gronia oraz południowe podnóża tych szczytów. Przez dolną część miejscowości przechodzi droga wojewódzka nr 946.

## Nazwa
Okrajnik był wsią zarębną. Jego zarębki w liczbie 15 wyznaczono na północnych granicach starszej wsi, jaką były Gilowice. Tradycyjnie przyjmowane pochodzenie nazwy wsi tłumaczył w swym „Dziejopisie Żywieckim” żywiecki wójt Andrzej Komoniecki: Okrajnik, iż na okrajku albo w końcach ról gilowskich ta wieś osadzona.

## Opis miejscowości
W sołectwie w 1828 r. została wzniesiona kaplica z figurą Matki Boskiej Różańcowej w ołtarzu. W 1976 roku staraniem miejscowej ludności został powiększona. Obecnie odprawiane są w niej niedzielne nabożeństwa.

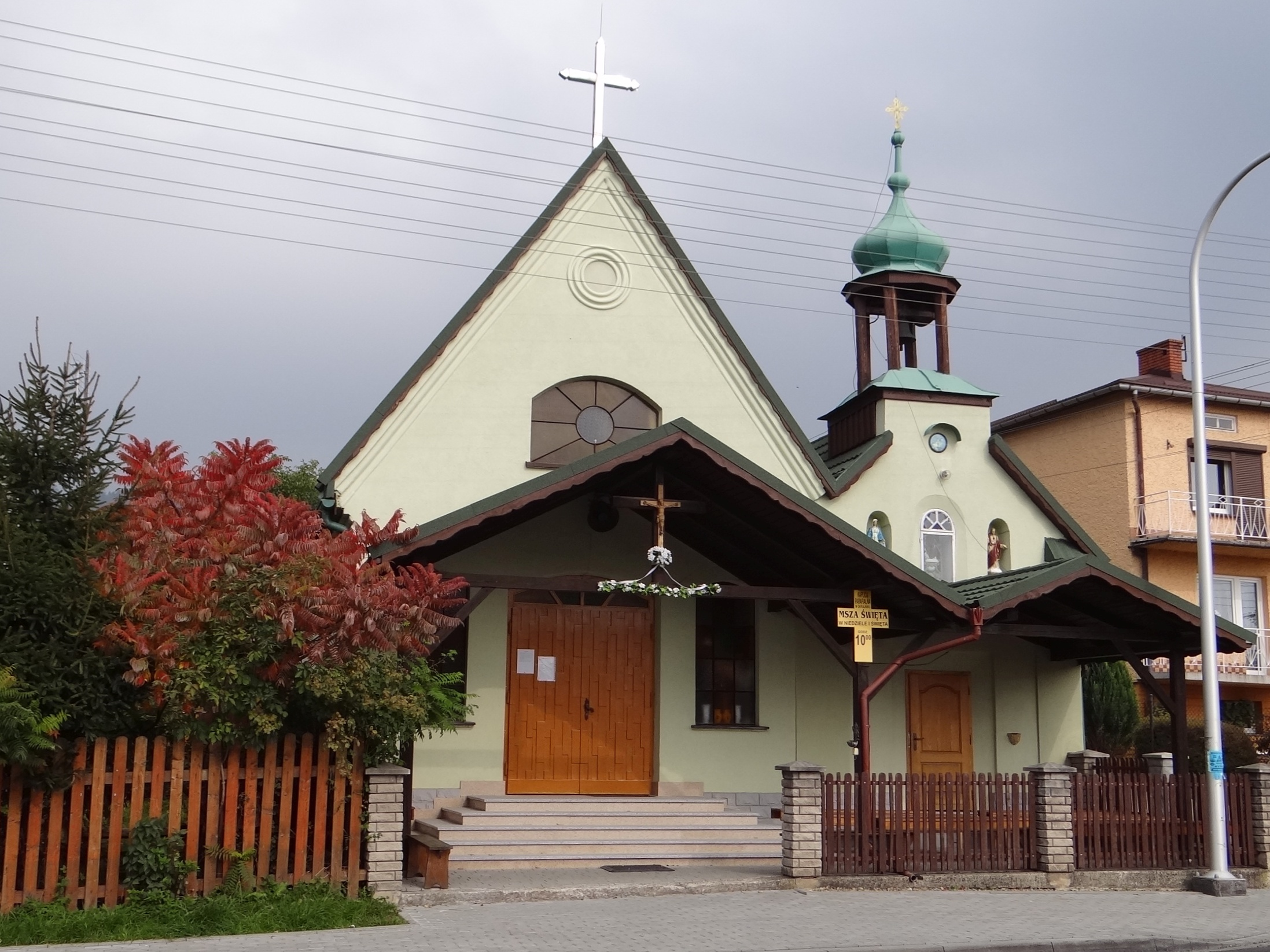
Kaplica